# Василий Чапаев (большой противолодочный корабль)
«Васи́лий Чапа́ев» — советский большой противолодочный корабль (БПК) проекта 1134-А типа «Кронштадт».

## История
Зачислен в списки кораблей ВМФ СССР 11 июня 1970 года.

### Строительство
Закладка корабля состоялась на заводе имени А. А. Жданова 22 декабря 1973 года.
28 ноября 1974 года корабль был спущен на воду. 30 ноября 1976 года вступил в строй. Девятый по счёту. Заводской номер: С-729.

### Боевая служба
Первоначально вошёл в состав 12-й дивизии ракетных кораблей ДКБФ. В конце 1977 — начале 1978 года во время военного конфликтп между Эфиопией и Сомали участвовал в эвакуации граждан СССР и советского имущества из Сомали. 31 марта 1978 года был включён в состав 201-й бригады противолодочных кораблей 10-й оперативной эскадры Краснознамённого Тихоокеанского флота.
В феврале—апреле 1979 года во время китайско-вьетнамской войны вместе с другими кораблями советского ВМФ демонстрировал советскую поддержку Вьетнаму. На корабле разместился штаб 22-й оперативной бригады ТОФ. За мужество и героизм, проявленные при выполнении поставленной задачи, 3 члена экипажа были награждены правительственными наградами.
В 1982 году проходил девятимесячную боевую службу в Индийском океане, во время которой заходил во Вьетнам, Сейшельские Острова, Южный Йемен, Мозамбик и Эфиопию.
В 1983 году прошёл заводской ремонт на Дальзаводе во Владивостоке.
С сентября 1985 по апрель 1986 года находился на боевой службе во Вьетнаме.
3 мая 1992 года исключён из боевого состава ВМФ. 30 июня 1993 года разоружён и исключён из состава ВМФ. 31 декабря того же года расформирован.